# Vorstengraf (Kleinaspergle)

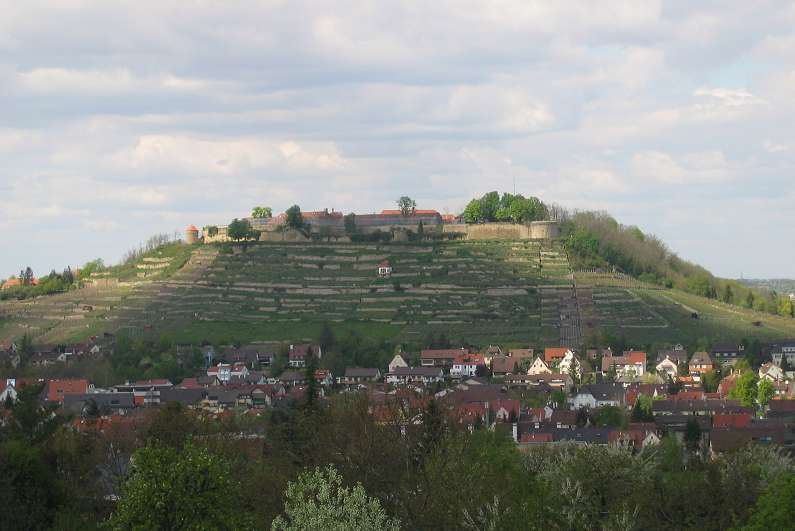
De Hohenasperg en het dorp Asperg, gezien vanaf de Kleinaspergle

Het Vorstengraf Kleinaspergle is een grafheuvel (vorstengraf) uit de Hallstattcultuur bij de Duitse plaats Asperg (deelstaat Baden-Württemberg). De heuvel is 60 meter in omtrek en heeft een hoogte van 7,60 meter. De grafheuvel werd in 1879 onderzocht.
De oorspronkelijke grafkamer is 3 meter breed, 4 meter lang en 2,80 meter hoog en werd al snel na de bouw geroofd. Ten westen van deze kamer werd nog een andere kamer gevonden, 2 meter breed en 3 meter lang. In deze kamer werden twee Griekse schalen in de roodfigurige stijl (ca. 500 v.Chr.), een bronzen kan, een Etruskische stamnos, een bronzen cista uit Noord Italië, en andere vondsten opgegraven. Beide grafkamers waren met hout afgezet.